# Cyclosa centrodes
Cyclosa centrodes là một loài nhện trong họ Araneidae.
Loài này thuộc chi Cyclosa. Cyclosa centrodes được Tord Tamerlan Teodor Thorell miêu tả năm 1887.